# 本社
本社（ほんしゃ、英語: Head office）は、企業の複数ある事業所のうち、最も経営上の業務が集中している、経営上の中心となる事業所のことであるが、必ずしも明確な定義があるわけではなく、実際には当該企業が「本社」と称しているものが本社であるというほかない。「主たる営業所」を意味する商法上の「本店」とは必ずしも一致しない。

## 概要
本社には、社長室や総務・人事・経理などの管理部門、会社の経営方針を立案する部署、営業を企画・管理する部門などがあり、その会社の中枢の役目を果たす。メーカー（製造業）では主力工場が併設されていることもある（例：トヨタ自動車、シチズン時計など）。
通常は本社と商法上の「本店」は同一であり、また、本店は商業登記の登記事項であることから、商業登記上の本店とも同一であるはずであるが、会社によっては「本社」と称する営業所が登記上の本店と異なることもある（例：日産自動車、中外製薬、ユニ・チャーム、富士通、KDDI、阪急電鉄、京阪電気鉄道など）。これらは、
- 本店が創業地や主力工場で、後に本社機能を利便性の高い場所へ移した（横浜市神奈川区の横浜工場に登記上の本店・横浜市西区高島にグローバル本社がある日産自動車や、かつて川崎市に登記上の本店があった東芝、押上一丁目の東京スカイツリーが登記上本店で本社は押上二丁目にある東武鉄道）
- 合併会社で、本社・本店をそれぞれの母体で分け合った（登記上の本店は名古屋市（旧東海銀行本店）に置いていたが、実質的な本社機能は旧三和銀行東京本部、課税文書作成地を大阪市（旧三和銀行本店）に定めた旧UFJ銀行）

場合などに見られる。こういった会社の場合、一般的に国税は登記上の本店の所在地を管轄する税務署（大規模な会社は国税局）が徴収・監督する。また、会社の組織に関する訴えは、登記上の本店の所在地を管轄する地方裁判所の専属管轄となる。
大企業においては、東京本社や大阪本社など、複数の本社を置き、本社機能を分散している場合がある（例：伊藤忠商事、川崎重工業、日本取引所グループ）。また、大阪・名古屋などの他都市に本社（登記上の本店）があっても、「東京本部」「東京営業部」「東京本社」といった東京の拠点が実質上の本社になっている企業もある（例：大阪市に本店を置く阪和興業、名古屋市に本店を置くゲオホールディングスなど）。
所在地に関しては、好立地のオフィスビルを本社とする企業が多い一方、自社の作業施設に本社を併設する企業もある（ユニー、王将フードサービスなど）。

## その他
グループ企業の中心となる会社という意味で、持株会社の商号の一部として用いられることもある（例：大和証券グループ本社）。
神社において、分社または摂社・末社の対義語として用いられる。古くは「ほんじゃ」と読んだ。本宮とも。
会社や神社が、自社のことを指すときに使う代名詞として「本社」を用いる場合がある。「当社」「弊社」などともいう。